# Antwerpse ruien
De Antwerpse ruien vormen een stelsel van acht kilometer ondergrondse stadsgrachten in de stad Antwerpen.
De stad Antwerpen is oorspronkelijk gebouwd op lage heuvels, waartussen water stroomde. Dit water werd gebruikt voor de verdediging van de stad, voor de handel, voor de lozing van afval en als open riool. Antwerpen was aan het eind van de middeleeuwen een echte 'waterstad', met naast de ruien ook de vesten, de vlieten, een houtmeer (de Meir) en natuurlijk de Schelde. Om drinkbaar zoet water te hebben - de ruien waren immers te vervuild - werd op het einde van de 15e eeuw de Herentalse Vaart gegraven die vanaf Wommelgem van de Schijn aftakte en via het huidige Stadspark langs de zuidelijke tak naar de Wapper aan het Rubenshuis of langs de noordelijke tak via de Houwer tot het Brouwershuis aan de Brouwersvliet liep.
Met de groei van de stad nam het ruimtegebrek toe, evenals de weerzin tegen de stinkende ruien. De stad Antwerpen stimuleerde daarom vanaf de 16e eeuw de bouw van gebouwen boven de ruien door huizenbouw boven op de ruien gratis te maken. Ook een aantal prominente gebouwen zijn op de ruien gebouwd, waaronder de Sint-Carolus Borromeuskerk.
Het zou tot het eind van de 19e eeuw duren voordat de ruien (en vesten) geheel overdekt waren. Sindsdien is er in de historische binnenstad geen open water meer. De ruien behielden eerst hun functie van riool, waarbij een systeem ontworpen werd om de ruien steeds schoon te spoelen. Vanaf het eind van de 20e eeuw gaat het meeste afvalwater via rioolbuizen die binnen de ruien zijn bevestigd. Alleen bij veel regen loopt het afvalwater nog door de ruien.
Aan het einde van de 19de eeuw werd op een ondergronds plein aan de Sint-Paulusplaats tussen de ruien een groot banket gehouden voor Engelse gasten. De geur moesten ze erbij nemen.
Ten tijde van de Tweede Wereldoorlog werd er in de "kathedraal" (een gedeelte van de ruien aan de Sint-Paulusplaats dat zo groot en hoog is dat het aan een echte kathedraal doet denken) feesten georganiseerd door de geallieerden omdat die plaats de enige (redelijk) veilige plaats was in Antwerpen om tijdens de bombardementen bij elkaar te komen als er iets te vieren was.
De ruien zijn deels toegankelijk voor georganiseerde wandeltochten, startend vanaf het Ruihuis aan de Suikerrui nabij de Grote Markt. 
Het eerste deel gaat dan via een korte tocht in een boot over een deel van de ruien dat kunstmatig onder water gehouden wordt, om een impressie te geven wat de eigenlijk aanblik van een rui eigenlijk was, voor de sanering en de scheiding van riool en regenwater (zonder de bijbehorende reuk weliswaar)!
Dan gaat het verder te voet voor ongeveer 1,6 kilometer via de "drooggelegde" ruien eerst westwaarts naar de Sint-Carolus Borromeuskerk en nadien noordwaarts naar de Sint-Paulusplaats, waar je onderweg nauwkeurig kunt volgen waar je bent door de naar Frans voorbeeld aangebrachte straatnaambordjes van de bovengrondse straten, net als in Parijs.
De ruien zijn nog altijd verbonden met de Schelde, een getijdenrivier met hoog- en laagwater, dat een rechtstreeks gevolg is van de getijden in de Noordzee. Het spreekt vanzelf dat bij hoogwater of springtij de ruien niet toegankelijk zijn en ook tijdens overvloedige regenval er geen tochten door de ruien plaatsvinden.
Onderweg krijgt de bezoeker nog impressies en foto's te zien van hoe het vroeger allemaal was en uitleg over de verschillende dieren, inclusief tropische spinnen die in de ruien allemaal hun onderkomen hebben gevonden, om ten slotte terug boven de grond te komen aan het Schipperskwartier in het Stadsmagazijn aan de Keistraat.